# Chabib Ałłachwierdijew
Chabib Miewlidinowicz Ałłachwierdijew (ur. 8 grudnia 1982 w Kaspijsku) – rosyjski bokser, były mistrz świata WBA i IBO w kategorii lekkopółśredniej.

## Kariera amatorska
W roku 2005 reprezentował Rosję na mistrzostwach świata w Mianyang. Pokonał Mongoła Munkha-Erdene, Ali Fahrada Asalowa z Kataru i w ćwierćfinale Węgra Tibora Dudasa. W półfinale przegrał z późniejszym mistrzem Yordenisem Ugásem z Kuby i zdobył brązowy medal w wadze lekkiej.

## Kariera zawodowa
Karierę zawodową rozpoczął 10 marca 2007. Do lutego 2012 stoczył 16 walk, wszystkie wygrywając. W tym czasie zdobył tytuły WBC Asian Boxin Council i WBA Fedelatin w wadze lekkopółśredniej.
20 czerwca 2012 w Moskwie pokonał przez nokaut w czwartej rundzie Kaizera Mabuzę (Republika Południowej Afryki) i zdobył tytuł mistrza federacji IBO. 30 listopada w Sunrise pokonał Joana Guzmána (Dominikana) i zdobył wakujący tytułu mistrza WBA oraz obronił tytuł federacji IBO. Walka została przerwana w ósmej rundzie, kiedy po przypadkowym faulu Guzmán doznał kontuzji kolana i nie mógł kontynuować pojedynku. Dwóch sędziów wypunktowało zwycięstwo Ałłachwierdijewa 76-75, a jeden Guzmána również 76-75. Guzmán był liczony w trzeciej rundzie. Stracił tytuły, przegrywając 12 kwietnia 2014 r. z Vargasem.